# NGC 5173
NGC 5173 је елиптична галаксија у сазвежђу Ловачки пси која се налази на NGC листи објеката дубоког неба.
Деклинација објекта је + 46° 35' 32" а ректасцензија 13h 28m 25,2s. Привидна величина (магнитуда) објекта NGC 5173 износи 12,2 а фотографска магнитуда 13,2. Налази се на удаљености од 38,0000 милиона парсека од Сунца. NGC 5173 је још познат и под ознакама UGC 8468, MCG 8-25-5, CGCG 246-3, NPM1G +46.0259, PGC 47257.